# Mapnik
 (juillet 2016).
Mapnik est un logiciel libre de rendu de cartes, utilisé par OpenStreetMap.
Il est écrit en C++ et publié sous licence libre GNU LGPL.
Mapnik fonctionne sur macOS, les systèmes de type Unix, Linux et Windows.